# Praxelis
Praxelis es un género de plantas de la familia Asteraceae. Comprende 26 especies descritas y de estas solo 10 aceptadas, el resto correspondiente a sinónimos (6) o taxones de posición no resuelta (10),  Es originario de Brasil.

## Descripción
Al igual que todos los miembros de la tribu, es un género flosculiflore. Estos flósculos son todos iguales, regulares, hermafroditos y sobrepasan poco el involucro brácteal. Este último está compuesto por brácteas óvalo-lanceoladas, imbricadas, pluri-nerviadas, casi membranosas, formando un involucro casi cilíndrico. Las exteriores más cortas y acuminadas, las interiores largas y obtusas. Todas muy caedizas. Receptáculo alto, cónico, sin escamas. Los aquenios son oblongos, sub-pentagonales, peludos, con anillo basal y con un vilano de numerosos pelos denticulados.

## Taxonomía
El género fue descrito por Alexandre Henri Gabriel de Cassini y publicado en Dictionnaire des Sciences Naturelles [Second edition] 43: 261. 1826.

## Especies aceptadas
A continuación se brinda un listado de las especies del género Praxelis aceptadas hasta junio de 2012, ordenadas alfabéticamente. Para cada una se indica el nombre binomial seguido del autor, abreviado según las convenciones y usos.
- Praxelis asperulacea (Baker) R.M.King & H.Rob.
- Praxelis basifolia (Malme) R.M.King & H.Rob.
- Praxelis capillaris (DC.) Sch.Bip.
- Praxelis chiquitensis (B.L.Rob.) R.M.King & H.Rob.
- Praxelis clematidea (Griseb.) R.M.King & H.Rob.
- Praxelis conoclinanthia (Hieron.) R.M.King & H.Rob.
- Praxelis diffusa (Rich.) Pruski
- Praxelis insignis (Malme) R.M.King & H.Rob.
- Praxelis odontodactyla (B.L.Rob.) R.M.King & H.Rob.
- Praxelis splettii H.Rob.